# キャンドルナイト

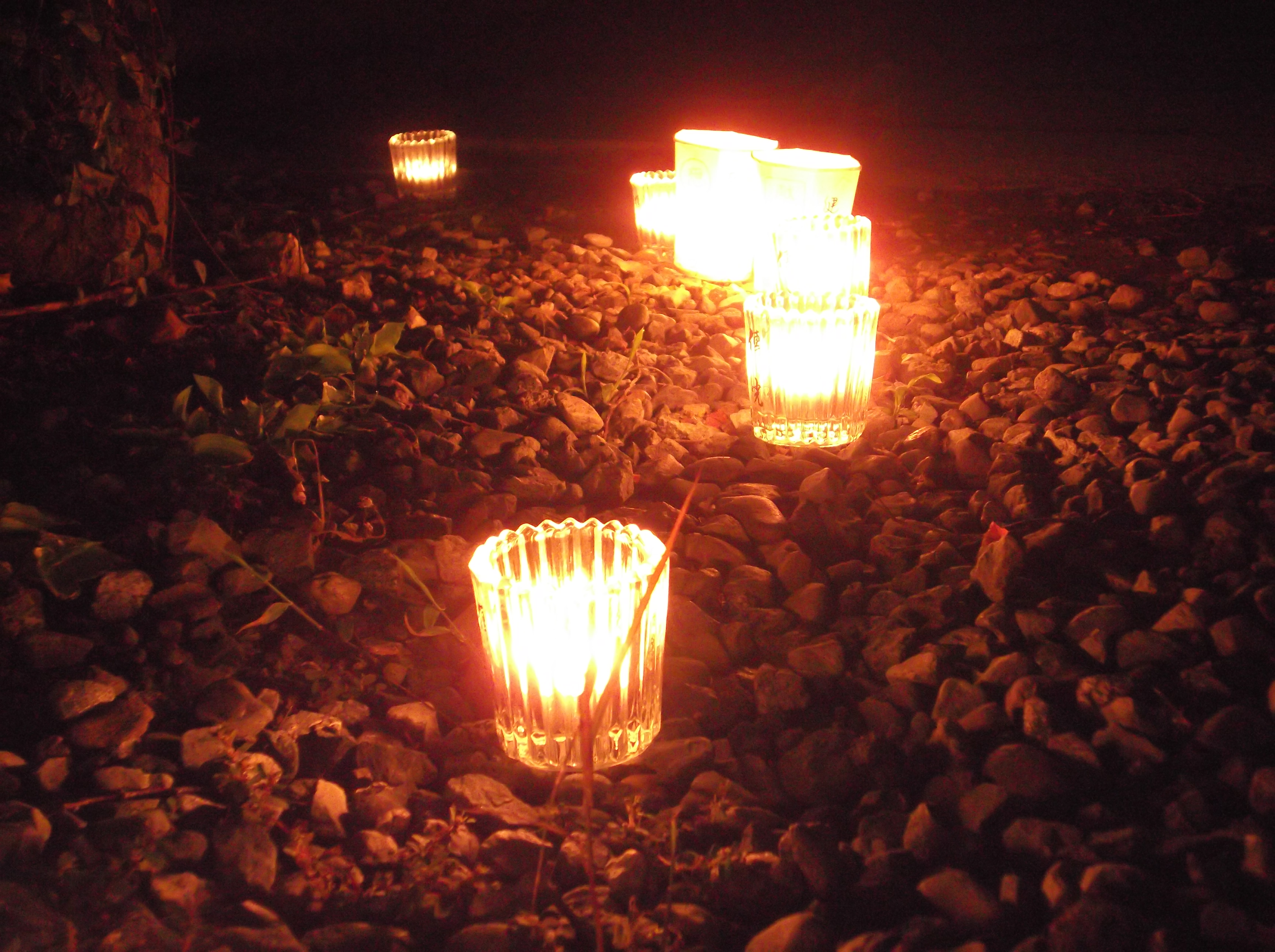
大船観音で開催された2012年夏至キャンドルナイト。2012年6月23日に撮影

キャンドルナイト（Candle-Night）は、電気による照明を消し、キャンドル（ろうそく）を灯して過ごそうという運動をいう。スローライフ運動の一つ。

## 概要
2001年、アメリカ・ブッシュ政権のエネルギー政策に反対し、カナダで始まり、以後世界的に展開されているスローライフ・ムーブメント。
日本では2002年、辻信一・明治学院大学教授が紹介、藤田和芳・大地を守る会会長、前北美弥子・サステナ代表、竹村真一・京都造形芸術大学教授、枝廣淳子・ジャパン・フォー・サステナビリティ共同代表らが呼びかけ人として「暗闇カフェ」を開始した。キャンドルを用いることで、気分転換や雰囲気作りを図り、癒やしなどの効果を求めることが多い。キャンドルの原料によっては、アロマセラピーといった付加的な効果を得ることもできる。
省エネルギーや地球温暖化防止（温室効果ガス削減）を目的とすることもある。この場合、キャンドルの原料が植物などに由来しカーボンニュートラルに近ければその目的を達することができるが、石油などが原料の場合はろうそくの燃焼によって温室効果ガスを多く排出し、消燈による削減効果を相殺してしまう。これに関連する詳細な温室効果ガスの削減効果のデータなどは示されていないことが多い。
なお、スローライフと無関係に同様のことが行われた例として、トーマス・エジソンの死に際して、弔意を表すため全米の電灯が1分間消灯された例、グラハム・ベルの死に際して、ベル電話会社（現在のAT&T）の利用者が通話中1分だけ沈黙してその死を悼んだ例がある。

## 100万人のキャンドルナイト

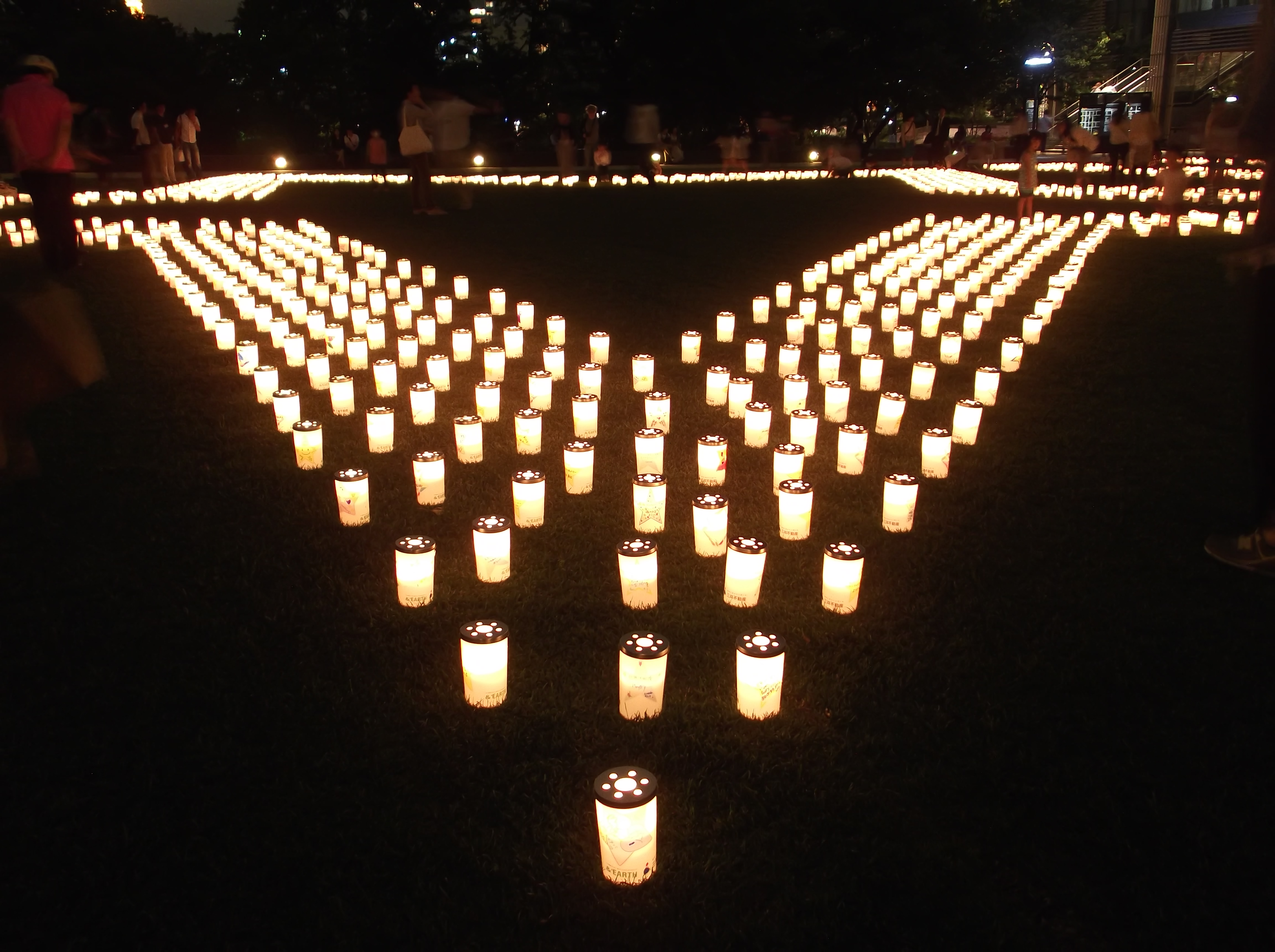
東京ミッドタウンで開催された2012年夏至キャンドルナイト。2012年6月24日に撮影。

「100万（1000000）人のキャンドルナイト」と銘打ち、2003年の夏至（同年6月22日）に第1回が行われ、以降夏至と冬至を中心とした期間の夜（現地時間20：00 - 22：00）に行われる。夏至と冬至が選ばれたのは、特定の国の記念日ではない、世界共通の日であるため。
100万人のキャンドルナイト実行委員がホームページなどで呼びかけをし、各地のイベントは様々な運営主体で自発的に行なわれている。東京タワー、増上寺などの施設において消灯が行われた。持続可能な社会を形成するための新しいライフスタイルの提案も目的とされている。2004年に、グッドデザイン賞（新領域デザイン部門）を受賞した。
大々的な開催呼びかけは運動10周年の2012年に終了したが、以後も各所で実施されている。
芝・増上寺では毎年、大地を守る会とJ-WAVEが主催し、100万人のキャンドルナイト＠増上寺を開催し、第1回の2003年は忌野清志郎、浜崎貴司が出演した。2010年には中孝介、Skoop on somebody、Yaeが、2011年には Salyu bird、Yaeが、2012年 山崎まさよし+杏子 from 福耳、GAKU-MC、安田奈央が、2013年にはハナレグミ、高田漣、GAKU-MCが、2014年には一青窈、高橋優、澤田かおりが、2015年には田島貴男、藤巻亮太、moumoonが、2016年にはCaravan、浜崎貴司、七尾旅人が出演した。